# Bir el Ater
Bir el Ater är en ort i Algeriet.   Den ligger i provinsen Tébessa, i den nordöstra delen av landet, 500 km öster om huvudstaden Alger. Bir el Ater ligger 889 meter över havet och antalet invånare är 68 703.
Terrängen runt Bir el Ater är platt åt nordost, men åt sydväst är den kuperad. Runt Bir el Ater är det ganska glesbefolkat, med 50 invånare per kvadratkilometer. Det finns inga andra samhällen i närheten. Trakten runt Bir el Ater är ofruktbar med lite eller ingen växtlighet.